# 보더 테리어

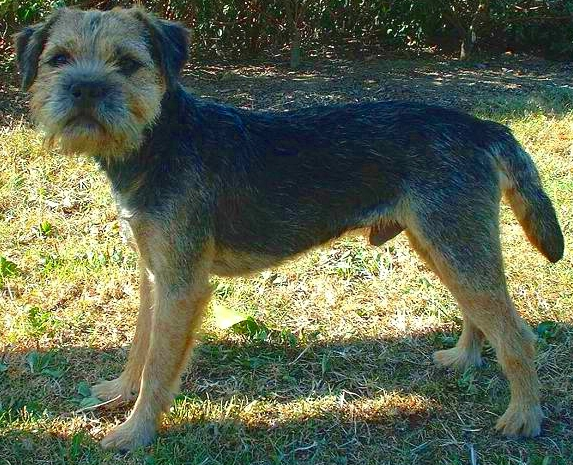
수컷

보더 테리어(Border Terrier)는 영국의 거친 털로 덮인 소형 테리어 품종이다. 이 견종은 영국-스코틀랜드 국경 지역에서 유래되었으며 같은 지역의 댄디 딘몬트 테리어 및 베들링턴 테리어와 조상을 공유한다. 이 개는 전통적으로 여우 사냥에 사용되었으며 노섬벌랜드주(Northumberland)의 보더 헌트(Border Hunt)와 함께 일했다.
이 품종은 1920년 영국의 켄넬 클럽(Kennel Club)에 의해 공식적으로 인정되었으며, 1930년에는 아메리칸 케널 클럽(American Kennel Club)에 의해 공식적으로 인정되었다.